# Astragalus jesdianus
Astragalus jesdianus es una especie de planta del género Astragalus, de la familia de las leguminosas, orden Fabales.

## Distribución
Astragalus jesdianus se distribuye por Irán.

## Taxonomía
Fue descrita científicamente por Boiss. & Buhse. Fue publicada en Nouv. Mém. Soc. Imp. Naturalistes Moscou 12: 61 (1860).